# Strängdrag
Strängdrag är en sjö i Alvesta kommun i Småland och ingår i Helge ås huvudavrinningsområde. Sjön har en area på 0,115 kvadratkilometer och ligger 166 meter över havet.

## Delavrinningsområde
Strängdrag ingår i det delavrinningsområde (626842-141198) som SMHI kallar för Utloppet av Femlingen. Medelhöjden är 164 meter över havet och ytan är 77,3 kvadratkilometer. Räknas de 3 avrinningsområdena uppströms in blir den ackumulerade arean 113,57 kvadratkilometer. Grettaån som avvattnar avrinningsområdet har biflödesordning 2, vilket innebär att vattnet flödar genom totalt 2 vattendrag innan det når havet efter 184 kilometer. Avrinningsområdet består mestadels av skog (54 %) och sankmarker (13 %). Avrinningsområdet har 14,28 kvadratkilometer vattenytor vilket ger det en sjöprocent på 18,5 %.